# Bernd Naumann (Journalist)
Bernd Naumann (* 24. September 1922 in Frankfurt am Main; † 23. August 1971 in der Nähe von Kapstadt) war ein deutscher Journalist, Autor und Leichtathlet, der mit seinen Berichten über den ersten Frankfurter Auschwitz-Prozess, der im Jahr 1963 begann, bekannt wurde. Naumann veröffentlichte 1965 ein Buch über den Prozess, das mehrfach wieder aufgelegt und übersetzt wurde. Im Jahr 1946 war er deutscher Meister im Hochsprung.

## Leben
Naumann absolvierte das Abitur und wurde zur Wehrmacht eingezogen. Er wurde verwundet und geriet in amerikanische Gefangenschaft. Während und nach dem Zweiten Weltkrieg war er auch als Leichtathlet erfolgreich: im Jahr 1946 war er für den SC Frankfurt 1880 deutscher Meister im Hochsprung.
Ab 1946 absolvierte er ein Studium der Philologie und Philosophie an der Universität Frankfurt am Main, das er jedoch nicht abschloss. Ab 1949 gehörte er der Redaktion der Neuen Zeitung an. Er erhielt den ersten Preis beim Wettbewerb deutscher Journalisten. Naumann war ab 1953 Mitarbeiter der Frankfurter Allgemeinen Zeitung (FAZ). Bei der FAZ begann er als Lokal- und Sportreporter und wurde dort 1963 Leiter des Ressorts „Deutschland und die Welt“. Später, im Jahr 1970, wurde Naumann Korrespondent der FAZ in Südafrika. Im August 1971 verunglückte er dort in der Nähe von Kapstadt tödlich bei einem Verkehrsunfall.

## Berichte über den ersten Auschwitz-Prozess in Frankfurt
Naumanns Berichte über die 182 Verhandlungstage waren insbesondere deshalb einflussreich, weil er außerordentlich nüchtern berichtete. Sie gelten als die besten über den Auschwitz-Prozess. Der Staatsanwalt Gerhard Wiese, der zu den Anklägern um Fritz Bauer gehörte, äußerte: „Keiner hat so ausführlich und genau berichtet“. Hannah Arendt schrieb, Naumann habe „die solidesten Berichte“ geschrieben und enthalte sich „fast völlig jeder Analyse und jeden Kommentars“. Er konfrontiere den Leser „damit um so direkter mit den Originaldialogen des großen Verhandlungsdramas“. Naumann wurde in der Berichterstattung über den Prozess unter anderem von Günther von Lojewski unterstützt, der damals Politik-Redakteur der FAZ war. Auch das Theaterstück Die Ermittlung von Peter Weiss, das 1965 erschien, schöpfte aus den Protokollen von Naumann. Die Wut über die Berichterstattung Naumanns entlud sich in zahlreichen teils „unflätigen Leserbriefen“ an die Redaktion.
Der Historiker Norbert Frei schrieb 2013 in der Zeit mit Verweis auf die Berichterstattung zu dem Frankfurter Auschwitz-Prozess: „Über das Vernichtungslager Auschwitz, den ‚Alltag‘ dort, die Massenmorde mittels Gas, aber auch über die Vernichtung der Häftlinge durch Arbeit – über all das nichts zu wissen war den Westdeutschen im Sommer 1965, als der Prozess nach 183 Verhandlungstagen zu Ende ging, praktisch unmöglich geworden.“.

## Veröffentlichungen (Auswahl)
- Auschwitz: Bericht über die Strafsache gegen Mulka und andere vor dem Schwurgericht Frankfurt. Athenäum Verlag, Frankfurt a. M./Bonn 1965, englische Ausgabe 1966, ungarische Ausgabe 1966, portugiesische Ausgabe 1969
- Auschwitz: Bericht über die Strafsache gegen Mulka und andere vor dem Schwurgericht Frankfurt. Vom Autor gekürzte und bearbeitete Ausgabe. Fischer-Bücherei, Frankfurt a. M./Hamburg 1968 (= Fischer-Bücherei. Nr. 885), zuletzt 1995

Neuauflage:
- Auschwitz: Bericht über die Strafsache Mulka und andere vor dem Schwurgericht Frankfurt. Mit einem Nachwort von Marcel Atze und einem Text von Hannah Arendt. Philo, Berlin 2004, ISBN 3-8257-0364-9.